# JOBO–Spidel
JOBO–Spidel, JOBO–Lejeune, JOBO–Wolber oder JOBO–Wolber–La France war ein professionelles Radsportteam, das von 1974 bis 1976 und 1978 bestand.

## Geschichte
Das Team wurde 1974 unter der Leitung von Maurice Quentin gegründet. Im ersten Jahr konnte ein Etappensieg bei der Tour de France und in der Gesamtwertung Platz 11 erzielt werden. Weitere Platzierungen waren fünfte Plätze beim Critérium du Dauphiné, bei Paris–Camembert und bei der Tour de l’Aude sowie Platz 6 beim Grand Prix de Plouay Ouest-France. 1975 erwirkte das Team zweite Plätze beim Critérium National de la Route, bei Paris-Camembert, vierte Plätze bei Circuit Cycliste Sarthe und der Trophée des Grimpeurs, fünfte Plätze bei Grand Prix de Plouay Ouest-France und Bordeaux-Paris sowie Platz 9 beim Critérium du Dauphiné und Platz 12 bei der Tour de France. Neben den Siegen 1976 konnte Platz 2 beim Etoile de Bessèges, dritte Plätze bei Paris–Tours und beim Etoile des Espoirs, sechste Plätze beim Critérium National und bei der Tour de Suisse sowie Platz 20 bei der Tour de France erreichen. 1977 wurde keine Mannschaft gemeldet und somit erst 1978 wieder ins Renngeschehen eingegriffen. 1978 konnte neben einem Etappensieg bei der Tour de France auch die Bergwertung gewonnen werden und Platz 10 in der Gesamtwertung erreicht werden. Darüber hinaus wurde ein zweiter Platz beim Critérium du Dauphiné, Platz 4 bei der Tour de Romandie und Platz 6 bei der Tour de Suisse erwirkt werden. Am Ende der Saison 1978 wurde das Team aufgelöst.
Von 1974 bis 1978 war der Hauptsponsor JOBO ein deutsches Unternehmen welches im Bereich der Analogfotografie tätig ist. 1975 bis 1976 war Wolber, ein französischer Hersteller von Fahrradreifen, Co-Sponsor. 1978 war Spidel Co-Sponsor. Spidel war ein Gemeinschaftsunternehmen von Simplex, Mafac, Stronglight und Maillard und wurde 1977 gegründet um angeblich gegen die italienischen und japanischen Komponentenhersteller bestehen zu können.

## Erfolge
1974
- eine Etappe Tour de France

1976
- eine Etappe Vier Tage von Dünkirchen
- eine Etappe Tour de l’Oise
- eine Etappe Étoile de Bessèges

1978
- eine Etappe und  Bergwertung Tour de France
- eine Etappe Tour du Limousin
- eine Etappe Circuit Cycliste Sarthe
- eine Etappe Tour du Vaucluse

## Bekannte ehemalige Fahrer
- Roger Pingeon (1974)
- Francis Campaner (1974)
- Claude Magni (1974–1976)
- Robert Bouloux (1976)
- Mariano Martínez (1978)